# József Miksa Petzval

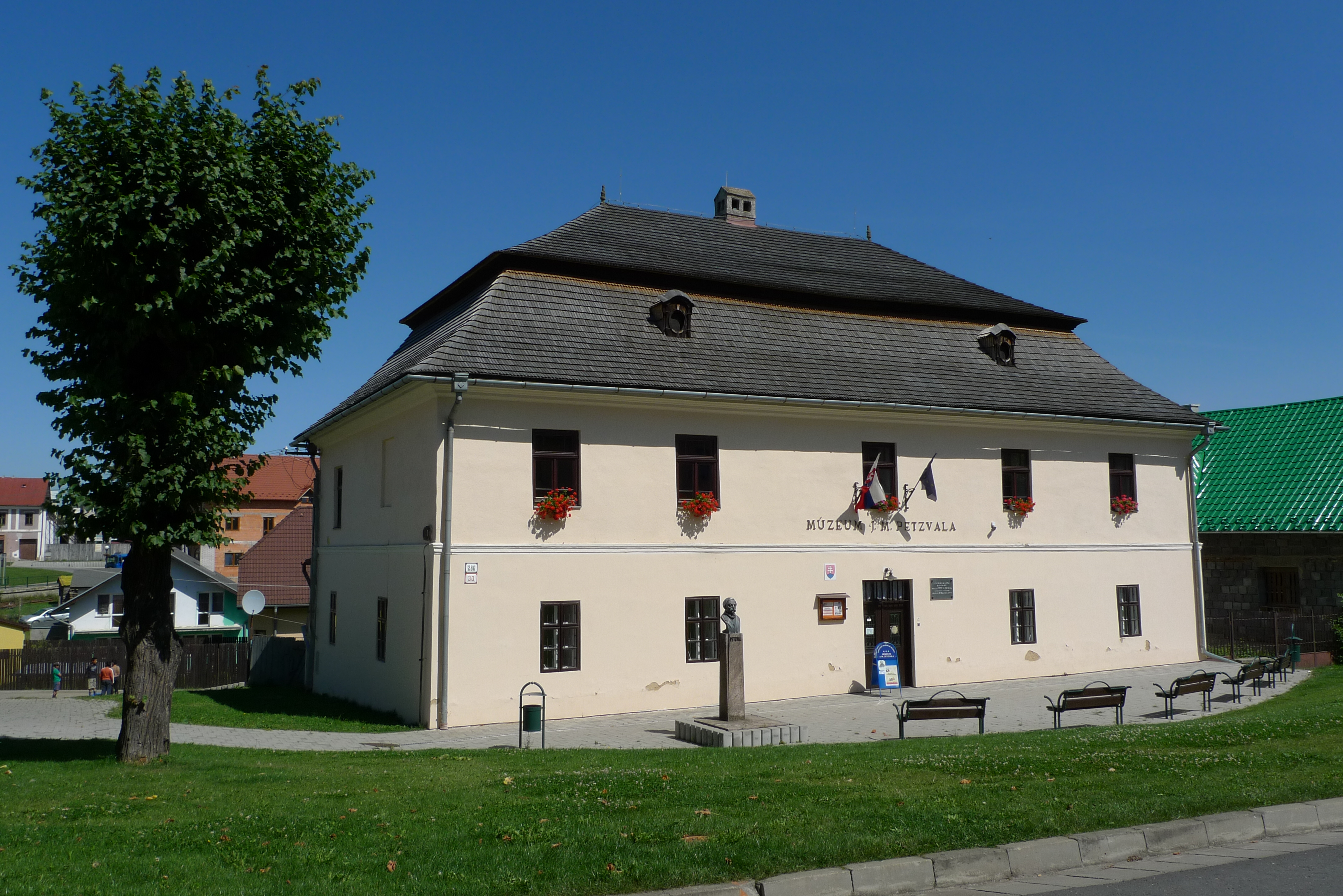
Museo dedicado a Petzval en Spišská Belá.

József Miksa Petzval en húngaro y Jozef Maximilián Petzval en eslovaco y alemán (6 de enero de 1807-17 de septiembre de 1891) fue un matemático y profesor de la Universidad de Viena cuya contribución al campo de la óptica fotográfica permitió reducir hasta una tercera parte el tiempo necesario para realizar la toma de un daguerrotipo.

## Semblanza
Petzval nació en Spišská Belá del Reino de Hungría, aunque ahora pertenece a Eslovaquia. Su padre era maestro en la ciudad aunque su origen era alemán, comenzó sus estudios elementales en Kežmarok y los secundarios en parte en Podolínec y los acabó en Levoča. Sus estudios de ingeniería los realizó en el Institutum Geometricum, que se llama en la actualidad Universidad de Tecnología y Economía de Budapest, en el que estuvo un tiempo como profesor asociado hasta convertirse en profesor de matemáticas en 1835 y el curso siguiente se trasladó a la cátedra de la universidad de Viena en la que estuvo ejerciendo hasta 1884.
En 1839 realizó el primer cálculo de un objetivo fotográfico que mediante una doble combinación permitía una apertura de diafragma de 3,5, lo que supuso un gran avance al disminuir hasta menos de la mitad el tiempo necesario para realizar la toma de un retrato.
En 1841 realizó el diseño del objetivo y de una cámara y al año siguiente encargó su fabricación a Peter Voigtländer, el objetivo tenía una luminosidad hasta 16 veces mayor que la que se empleaba en los daguerrotipos y la cámara producía imágenes de forma circular.
Este avance unido al posterior empleo del acelerador químico para los daguerrotipos de John Frederick Goddard permitió una reducción en el tiempo necesario hasta una cuarta parte o más.
En torno a 1850 desarrolló un objetivo para realizar paisajes pero en vez de encargar su construcción a Voigtländer lo hizo con la empresa vienesa Dietzler, al parecer por desavenencias con la empresa alemana que se dedicó a construir objetivos similares empleando los conocimientos aportados anteriormente por Petzval, lo que provocó que este abandonase las investigaciones sobre óptica en 1862 y se dedicase a la acústica.
En 1873 fue nombrado miembro de la Academia de Ciencias de Hungría, jubilándose en 1877. Aunque murió en el olvido ha tenido posteriores reconocimientos entre los que se pueden señalar que en su ciudad natal se creó un museo con su nombre dedicado a la historia de la fotografía. Pero también ha tenido otros reconocimientos como el dar su nombre al cráter lunar Petzval situado en la cara oculta de la luna, o gran cantidad de calles y estatuas dedicadas en Austria, Eslovaquia y Hungría. En 1980 se dio su nombre al asteroide (3716) Petzval, ya que sus lentes para telescopio permitieron encontrar numerosos planetoides en el siglo XIX. Desde 1929 se otorga la Medalla József Petzval a aquellas personas o entidades que alcanzan logros en el desarrollo de la fotografía científica.

## Lentes Petzval
El objetivo se componía de un conjunto de dos lentes dobles y que a partir de 1858 incorporará un diafragma central de tipo "waterhouse". La lente frontal permitía corregir las aberraciones esféricas pero tenía el inconveniente de producir coma. El segundo conjunto de lentes corregía en parte el coma y el diafragma ayudaba en la corrección del astigmatismo. El campo total de visión quedaba restringido en 30 grados.

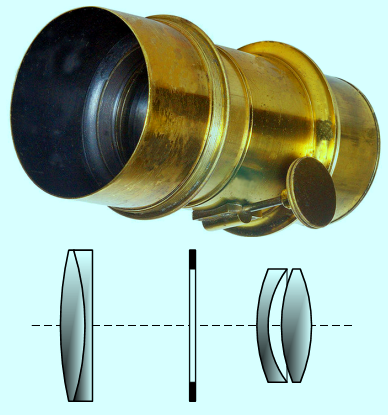
Esquema del conjunto óptico.
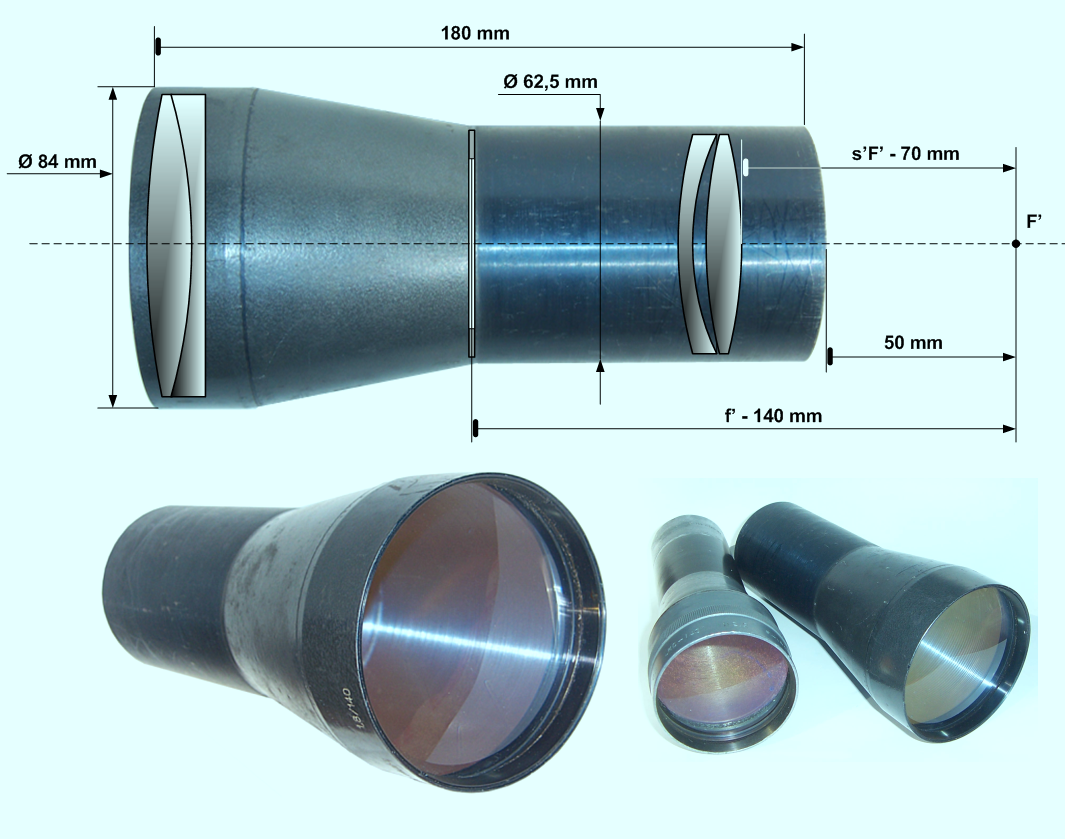
Objetivo tipo Petzval para proyección.
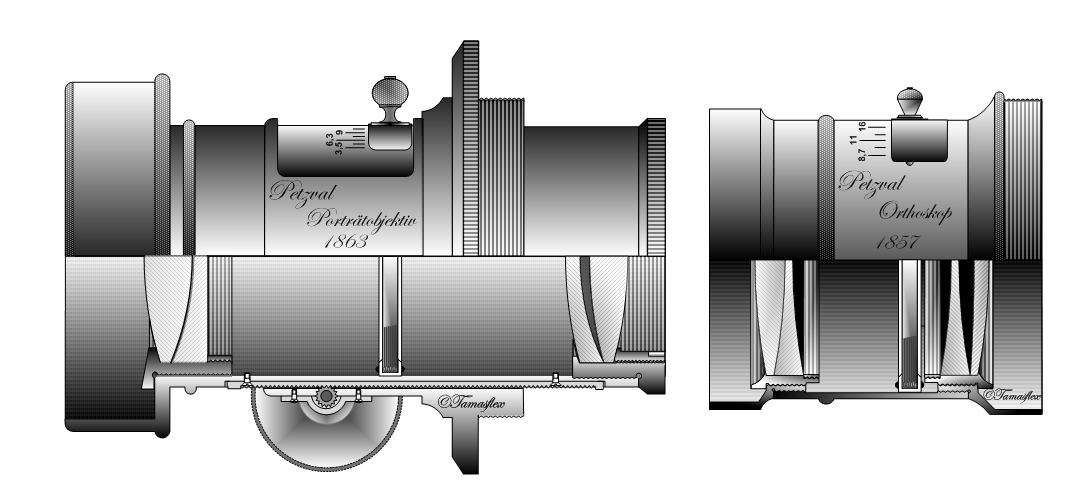
Objetivos Petzval.